# تزلف
التزلف أو الحظي (بالإنجليزية: Ingratiation)‏ هو أسلوب نفسي يحاول به الفرد (المتزلف) التأثير والتلاعب أو السيطرة على الآخر (المستهدف)، وذلك من خلال أن يُصبح الشخص أكثر جاذبية أو محبة من قبل الشخص المستهدف. وقد صيغ هذا المصطلح من قبل عالم النفس الاجتماعي إدوارد إلسورث جونز. يمكن تحقيق هذه النتيجة باستخدام عدة طرق:
- تعزيز آخر هو الأسلوب الذي يقوم فيه المتزلف بمجاملة الفرد المستهدف.
- توافق الرأي يحدث عندما يتبنى المتزلف ويؤكد علي مواقف ومعتقدات الفرد المستهدف.
- العرض الذاتي هو أسلوب يؤكد المتزلف من خلاله على سماته الشخصية الخاصة من أجل أن ينظر له الشخص المستهدف بشكل إيجابي.
- السلوكيات الخاصة بالمواقف تتضمن معرفة المتزلف بمعلومات شخصية عن الشخص المستهدف، ثم استخدام هذه المعلومات للحصول على موافقته وقبوله.
- القيام بالخدمات أو المعروف وهذه الوسيلة تبدو مفيدة ومراعية للفرد المستهدف. وهذا قد يولد أيضا مشاعر المعاملة بالمثل بين المتزلف والشخص المستهدف.
- التعبير عن الفكاهة هو أي حدث مشترك بين المتزلف والفرد المستهدف، يحاول فيه المتزلف أن تكون مسليا للشخص المستهدف.